# Picnic la marginea drumului
Picnic la marginea drumului (rusă Пикник на обочине) este (o nuvelă și) un roman științifico-fantastic scris în 1971 de Arkadi și Boris Strugațki și publicat în 1972. Lucrarea a câștigat mai multe premii și a fost publicată de 55 de ori în 22 de țări. Filmul Călăuza regizat de Andrei Tarkovski se bazează vag pe această operă, având un scenariu scris de frații Strugațki. Seria ucraineană de jocuri video S.T.A.L.K.E.R.: Shadow of Chernobyl este, de asemenea, vag bazată pe această lucrare.

## Fundal
Cartea începe la cca. zece ani după ce, într-o perioadă scurtă de timp (aproximativ 12-24 de ore), ceva extraterestru (denumit de către oamenii de știință tereștri - Vizitatorii) a aterizat în șase locații diferite în jurul Pământului (numite Zone de Vizitare sau Zone de către oamenii de știință). Nicio ființă extraterestră (și niciun mijloc tehnologic de călătorie) n-a fost văzut vreodată, dar oamenii care locuiau în acele zone au observat explozii și zgomote puternice care au orbit o parte din oameni și a cauzat altora un fel de ciumă. Mai târziu, unele Zonele au fost etichetate de către oamenii de știință în funcție de efectele pe care Vizita le-a avut asupra populației. Cele șase teritorii (unele cu orașe populate) au devenit infestate cu un fenomen mortal și erau pline cu obiecte misterioase, cu proprietăți diferite, al căror scop inițial era de neînțeles oamenilor și atât de avansate încât păreau supranaturale. Fiecare zonă avea probabil câțiva kilometri pătrați ca mărime, cu clădiri abandonate, căi ferate și mașini, unele în descompunere lentă. Zonele vizitate au devenit zone extrem de mortale pentru toate formele de viață terestre, conținând anomalii spațiu-timp și fenomene aleatoare capabile să ucidă prin foc, trăsnet, gravitație sau alte moduri bizare. Legile cunoscute ale fizicii nu funcționau normal în Zone.

Coperta ediției în limba engleză

Armatele au înconjurat Zonele cu ordine stricte să aresteze sau să ucidă pe oricine încearcă să se strecoare în interiorul sau în afara Zonelor. Guvernele se temeau că unele artefacte găsite în interiorul zonelor ar avea putere suficientă să provoace o nouă plagă, să deterioreze permanent planeta sau chiar s-o distrugă definitiv. O nouă cultură apare la granița cu Zonele, oamenii cunoscuți sub numele de Călăuze care își riscau viața pentru a recupera ilegal din Zone artefacte extraterestre (artefacte numite swag) ca să le vândă pe sume mari de bani. Acest lucru era extrem de periculos, deoarece o mișcare greșită în interiorul Zonei ar putea fi mortală. Călăuzele lucrau doar în timpul nopții, deoarece Zona era observată atent în timpul zilei de soldați și de oameni de știință. Numai una dintre cele trei Călăuze a supraviețuit. Chiar dacă scopul inițial al artefactelor recuperate era de neînțeles, unele obiecte aveau proprietăți benefice. Un astfel de obiect benefic erau Bateriile un fel de (bastonașe negre rotunde) care produceau energie nelimitată și erau utilizate la vehiculele electrice. Alte artefacte erau mortale, de exemplu Lampa Morții care emitea raze ce distrugea toate formele de viață din jurul ei. Majoritatea artefactelor nu aveau vreo funcție cunoscută, fie pentru că erau stricate și aruncate de vizitatori la gunoi, fie pentru că scopul lor era prea avansat pentru a fi înțeles de către oamenii de știință. Cel mai dorit artefact era Globul de Aur, despre care se zvonea că avea puterea de a face orice dorință sa devina realitate, dar se găsea atât de adânc în interiorul Zonei și era înconjurată de o mulțime de capcane letale încât numai o singură Călăuză știa drumul către acest artefact.

## Alegerea titlului
Numele romanului derivă dintr-o metaforă propusă de Dr. Valentin Pillman, care consideră că nu există nicio explicație rațională pentru Vizita extratereștrilor sau proprietățile misterioase ale Zonei ori pentru scopul artefactelor găsite acolo. În roman el compară Vizita cu „un picnic. Imaginează-ți o pădure, un drum de țară, o poieniță. Mașinile merg pe un drum de țară și ajung în poieniță, un grup de tineri ies afară cu sticle, coșuri cu mâncare, radiouri și aparate foto. Ei aprind focul, întind corturile, ascultă muzică. Dimineața, a doua zi, pleacă. Animalele, pasările, insectele, care toată noaptea au privit cu groază la tot ce s-a petrecut, ies din ascunzătorile lor. Și ce văd? Ulei scurs pe pământ, benzină vărsată, vechi bujii și filtre de ulei stricate aruncate în jurul lor... Cârpe, becuri arse și un breloc în formă de maimuță lăsat în urmă... Și, bineînțeles, mizerie ca de obicei - cotoare de mere, ambalaje de bomboane,  rămășițele focului de tabăra, cutii, sticle, batista cuiva, briceagul cuiva, ziare rupte, monede, flori veștejite din alte poienițe...”. Animalele nervoase din această analogie sunt oamenii care au privit de mai departe Vizita extratereștrilor, descoperind în Zonă elemente și anomalii care sunt obișnuite pentru cei care le-au aruncat, dar de neînțeles sau mortale pentru cei care le găsesc.
Această explicație implică faptul că Vizitatorii posibil să nu fi observat sau n-au dat nicio atenție locuitorilor umani ai planetei în timpul Vizitei lor la fel cum și omul nu observă sau nu acordă atenție lăcustelor sau buburuzelor în timpul unui picnic. Artefactele din zone și fenomenele rămase în urma lor reprezintă doar gunoi, aruncat și uitat fără niciun plan intergalactic preconceput de a ajuta omenirea să evolueze sau să-i provoace daune. Există puține șanse ca Vizitatorii să se reîntoarcă, din moment ce pentru ei a fost doar o scurtă oprire din motive necunoscute în drumul spre destinația lor reală.

## Povestea
Povestea se învârte în jurul lui Redrick „Red” Schuhart, o Călăuză (cuvântul inventat de autori este Stalker) dură și cu experiență, care a condus și a supraviețuit în mai multe expediții într-o Zonă, colectând obiecte valoroase (numite „Swag”) pentru profit. În cele din urmă Red devine angajat ca laborant asistent la Institutul Internațional al Culturilor Extraterestre, aproape de marginea Zonei din Canada. Institutul studiază elementele recuperate din Zonă și încercă să propună unele teorii cu privire la Vizită. Red, împreună cu prietenul său de la Institut, intră în mod legal în Zonă pentru a recupera un anume artefact. Prietenul său este ucis din cauza acelui artefact, lucru care îl va împinge și mai tare în alcoolism și depresie.
Guta, iubita lui Red este însărcinată și decide să păstreze copilul. Expedițiile călăuzelor devin tot mai frecvente în Zone și provocă numeroase mutații la copii. Guta dă naștere unei fete frumoase, fericită și inteligentă. O clonă a tatălui mort al lui Red se întoarce de la cimitir, acum situat în interiorul zonei, existând mai multe cazuri similare. Fiica lui Red, inițial o fată normală, fericită, devine tot mai izolată în timp ce evoluează într-o creatură ciudată, care seamănă cu o maimuță cu blană, și care țipă prin somn.
Red merge pentru ultima oară în Zonă după Globul de Aur care să-i îndeplinească dorința ca fata lui să revină normală.  El are o hartă ca să ajungă în siguranță la Sferă, hartă dăruită de tatăl lui clonat care se alătură expediției. Pentru ca globul să fie luat în siguranță trebuie mai întâi dezactivat fenomenul de polizare a cărnii prin sacrificiul unui om, urmând ca al doilea să ia Globul. Red urmează să-l sacrifice pe însoțitorul lui, care era mai tânăr ca el. După ce ajung la Glob, supraviețuind multor obstacole, tânărul se grăbește spre Globul de Aur rugându-se la ea pentru „fericire la toată lumea, gratuit, și nimeni să nu plece nemulțumit!”. Cartea se termină fără ca cititorul să afle dacă Globul de Aur a îndeplinit dorința sau l-a ucis pe Red.

## Artefacte lăsate de Vizitatori în Zonă

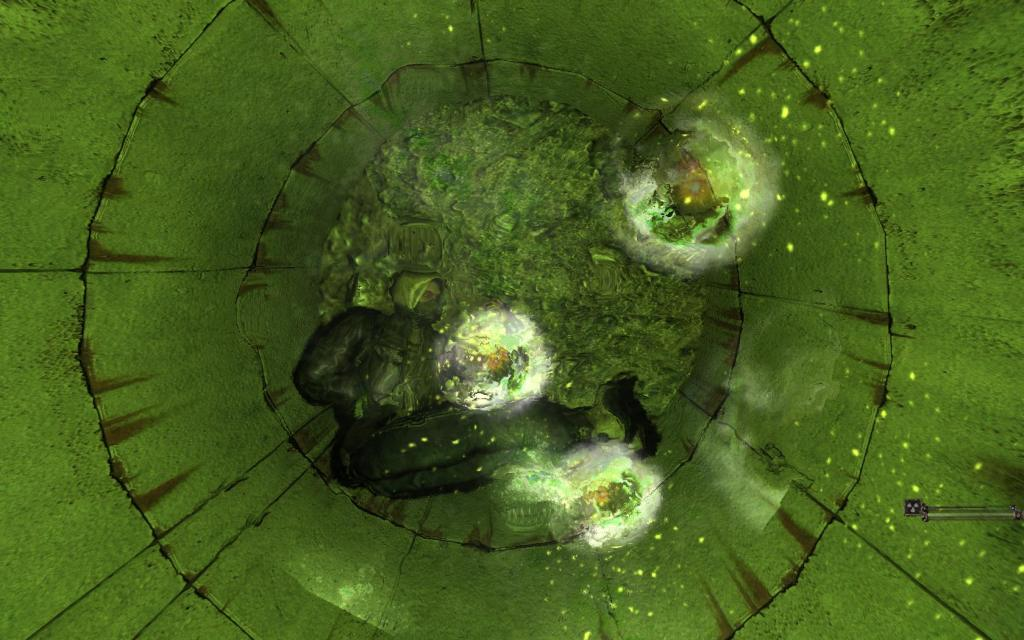
Anomalii în reactor. Imagine din jocul video S.T.A.L.K.E.R.: Shadow of Chernobyl bazat pe această lucrare

Artefacte lăsate în urmă de Vizitatori în Zonă pot fi împărțite în patru categorii:
1. Obiecte benefice pentru oameni, dar cu scop inițial și principiu de funcționare neînțelese. Ex: Bateriile în formă de bețe rotunde negre și Brățările sunt artefacte care se încadrează în această categorie.
2. Obiecte cu principiu de funcționare neînțeles sau mod de utilizare necunoscut și despre care nu se știe cum poate fi benefic pentru oameni. Spray-ul negru sau Acele de siguranță sunt exemple de astfel de artefacte.
3. Obiecte unice. Existența lor este transmisă de legendele Călăuzelor, nu au fost niciodată văzute de către oamenii de știință, funcționarea lor este atât de periculoasă și dincolo de înțelegerea umană încât mai bine ar fi lăsate în pace. Globul de Aur și Fantoma Veselă sunt artefacte care se încadrează în această categorie.
4. Niciun obiect, doar efecte asupra oamenilor care au fost prezenți în interiorul zonelor în timpul Vizitei. Oamenii care au supraviețuit Vizitei fără să orbească sau fără să fie infectați cu acea ciumă au suferit alte efecte inexplicabile când au plecat departe de Zone. Un bărbier care a supraviețuit Vizitei a emigrat într-un oraș departe și într-un an 90% din clienții săi au murit în circumstanțe misterioase, precum și o serie de catastrofe naturale neobișnuite (taifun, tornadă) au lovit orașul unde s-a mutat. Chiar și oamenii care nu au fost prezenți în timpul Vizitei, dar au mers des prin Zone au suferit cumva modificări, de exemplu au avut copii mutanți sau dublurile rudelor moarte se întorc la casele lor.

## Premii
- Romanul a fost nominalizat pentru premiul John W. Campbell acordat celui mai bun roman science fiction din 1978 și a câștigat locul al doilea[2].
- În 1978, frații Strugațki au devenit membri de onoare al Societății Mark Twain pentru contribuția remarcabilă la literatura științifico-fantastică mondială[3].
- În 1979, un congres scandinav de literatură științifico-fantastică i-a acordat premiul Jules Verne pentru cel mai bun roman al anului publicat în suedeză.
- În 1981, la al șaselea festival de literatură științifico-fantastică din Metz, a câștigat premiul pentru cel mai bun roman străin al anului.

## Adaptări
- 1979: Călăuza - un film regizat de Andrei Tarkovski.
- 2003: Stalker - o piesă de teatru finlandeză.
- 2006: Nova Swing - un roman scris de M. John Harrison.
- 2007:  S.T.A.L.K.E.R. - o serie de jocuri video ucraineană.
- 2008: Stalker- un joc video finlandez.

## Traduceri românești
- 1985: Picnic la marginea drumului, în Almanah Anticipația
- 1993: Picnic la marginea drumului, Traducerea: Valerian Stoicescu, Editura Nemira, ISBN 973-9144-21-7. Republicat de Nemira în 2017
- 2008: Picnic la marginea drumului, Editura Paralela 45, ISBN 973-697-712-9.